# Agua Dulce, Kalifornija
Agua Dulce je naseljeno područje za statističke svrhe u američkoj saveznoj državi Kalifornija. Prema popisu stanovništva iz 2010. u njemu je živjelo 3,342 stanovnika.